# Qatar World Rally Team

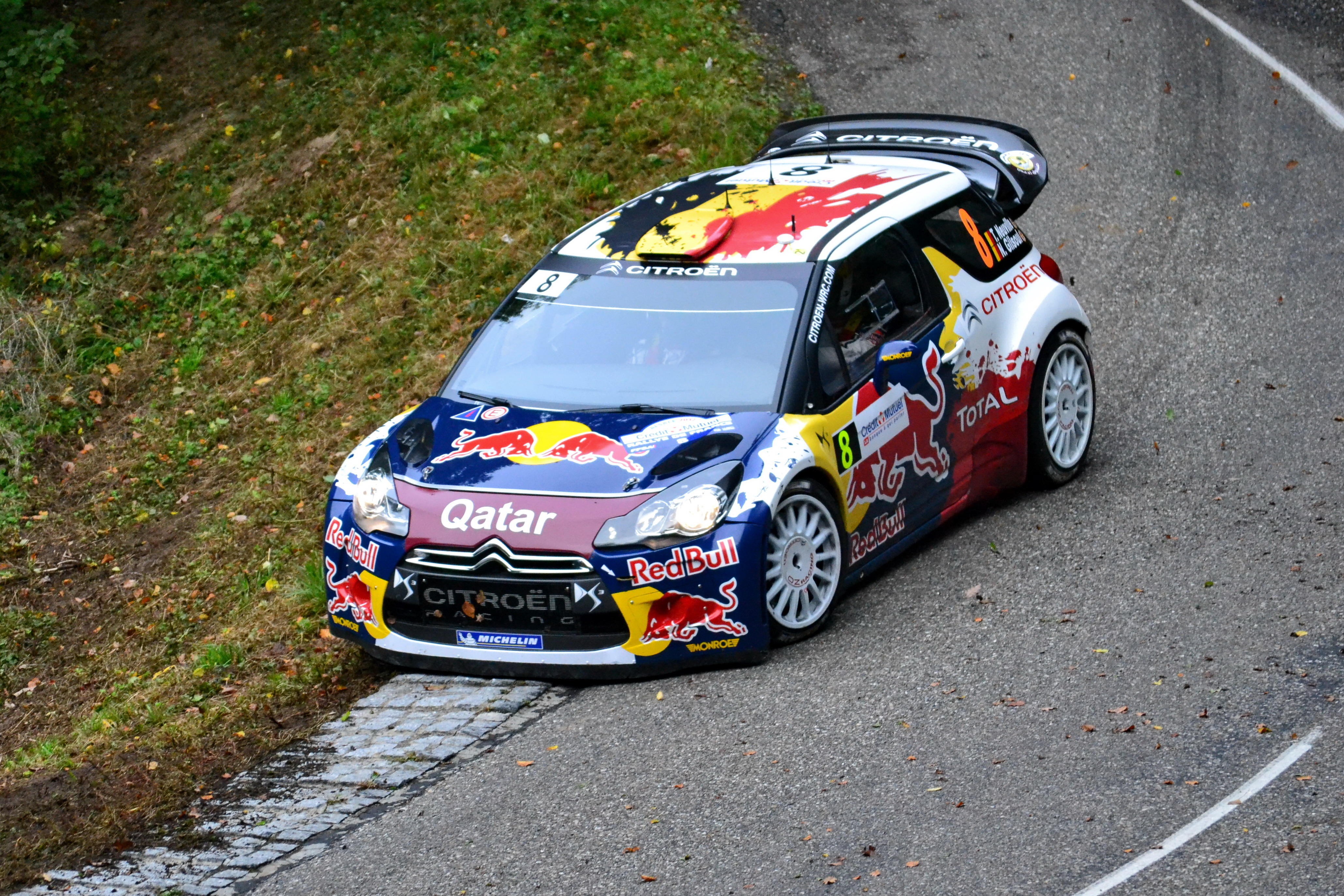
Automobil týmu Qatar World Rally Team jedoucí po trati závodu.

Qatar World Rally Team je katarský tým Mistrovství světa v rallye, založený Nasserem Al-Attiyahem a jeho navigátorem Giovannim Bernacchinim.
Tým je podporovaný emirátem Katar, proto název Qatar WRT.
Počínaje rokem 2013 stáj velmi úzce spolupracuje s M-Sport WRT,  který se přejmenoval na Qatar M-Sport World Rally Team, ale Al-Attiyahův tým Qatar WRT žije dále, M-Sport totiž takto může provozovat 2 týmy, jeden hlavní (M-Sport) a druhý Al-Attiyahův, ve kterém Al-Attiyah, když zrovna nejede soutěž, dává příležitosti jiným jezdcům, v letech 2012-2013 to byl Thierry Neuville (který se stal vicemistrem sezony 2013 bez toho aniž by vyhrál soutěž), od roku 2014 to bude Elfyn Evans. Stáj také startuje ve WRC2 pod názvem Seashore Qatar Rally Team, s tímto týmem startuje v posledních letech Abdulaziz Al-Kuwari. U Qataru bylo ale před rokem 2014 riziko, že nebude nadále spolupracovat s M-Sportem, což by pro oba týmy, Qatar i M-Sport, znamenalo zánik, jelikož Citroën vozy WRC už nenabízí, dává je pouze Abu Dhabi Citroënu, a Volkswagen svůj vůz zatím nikde nenabídl, to samé platí i pro Hyundai Shell WRT a Mini, které v MS skončilo, tudíž byla společná cesta Qataru a M-Sportu jasná.

## Výsledky ve WRC
| Rok  | Auto               | Č. | Jezdec            | 1       | 2      | 3     | 4       | 5      | 6       | 7     | 8      | 9      | 10     | 11      | 12      | 13      | WDC  | Points | WCC | Points |
| ---- | ------------------ | -- | ----------------- | ------- | ------ | ----- | ------- | ------ | ------- | ----- | ------ | ------ | ------ | ------- | ------- | ------- | ---- | ------ | --- | ------ |
| 2012 | Citroën DS3 WRC    | 7  | Nasser Al-Attiyah | MON     | SWE 21 | MEX 6 | POR 4   | ARG 9  | GRE Ret |       |        | GER 8  | GBR 10 | FRA Ret |         |         | 12th | 28     | 6th | 71     |
| 2012 | Citroën DS3 WRC    | 7  | Thierry Neuville  |         |        |       |         |        |         | NZL 5 |        |        |        |         | ITA 18  |         | 7th  | 53     | 6th | 71     |
| 2012 | Citroën DS3 WRC    | 7  | Chris Atkinson    |         |        |       |         |        |         |       | FIN 39 |        |        |         |         |         | 13th | 28     | 6th | 71     |
| 2012 | Citroën DS3 WRC    | 7  | Hans Weijs        |         |        |       |         |        |         |       |        |        |        |         |         | ESP Ret | -    | 0      | 6th | 71     |
| 2013 | Ford Fiesta RS WRC | 6  | Juho Hänninen     | MON Ret |        |       |         |        |         |       |        |        |        |         |         |         | 15th | 8      | 4th | 184    |
| 2013 | Ford Fiesta RS WRC | 6  | Matthew Wilson    |         | SWE 27 |       |         |        |         |       |        |        |        |         |         |         | -    | 0      | 4th | 184    |
| 2013 | Ford Fiesta RS WRC | 6  | Nasser Al-Attiyah |         |        | MEX 5 | POR 5   | ARG    | GRE 5   |       |        | GER 13 | AUS    | FRA     | ESP Ret | GBR WD  | 11th | 30     | 4th | 184    |
| 2013 | Ford Fiesta RS WRC | 6  | Elfyn Evans       |         |        |       |         |        |         | ITA 6 | FIN    |        |        |         |         |         | -    | 0      | 4th | 184    |
| 2013 | Ford Fiesta RS WRC | 11 | Thierry Neuville  | MON Ret | SWE 5  | MEX 3 | POR 17  | ARG 5  | GRE 3   | ITA 2 | FIN 2  | GER 2  | AUS 2  | FRA 4   | ESP 4   | GBR 3   | 2nd  | 176    | 4th | 184    |
| 2013 | Ford Fiesta RS WRC | 15 | Juho Hänninen     |         | SWE 6  | MEX   |         |        |         |       |        |        |        |         |         |         | 15th | 8      | 4th | 184    |
| 2013 | Ford Fiesta RS WRC | 15 | Dennis Kuipers    | MON     |        |       | POR Ret | ARG    | GRE     | ITA   | FIN    | GER    | AUS    | FRA     | ESP     | GBR     | -*   | 0*     | 4th | 184    |
| 2013 | Ford Fiesta RS WRC | 23 | Gabriel Pozzo     | MON     | SWE    | MEX   | POR     | ARG 11 | GRE     | ITA   | FIN    | GER    | AUS    | FRA     | ESP     | GBR     | -*   | 0*     | 4th | 184    |